# Українсько-російський газовий конфлікт (2005—2006)
Українсько-російський газовий конфлікт 2005—2006 року — економічний конфлікт між російською кампанією «Газпром» та українською компанією «Нафтогаз» щодо умов постачання газу в Україну і транзиту газу європейським споживачам.

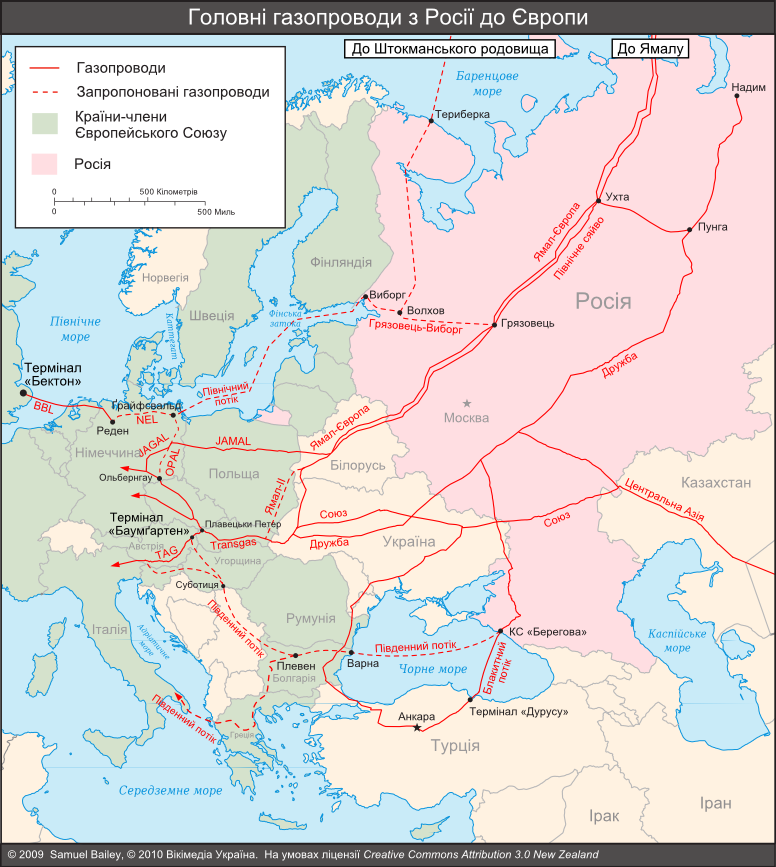
Головні газопроводи з Росії в Європу

Відносини між РФ і Україною загострилися після того, як у березні 2005 російська газова монополія Газпром зажадала від України платити за газ з 2006 за цінами, близькими до європейських (біля $250 за 1000 м³). При цьому сама Російська Федерація купувала газ у Туркменістані за ціною $44 за 1000 м³. Газпром намагався збільшити прибуток від продажу газу на суму від 3 до 5 мільярдів доларів США щорічно. При цьому, шляхом підняття цін на газ в Україні, російський уряд бажав захопити частину російського ринку металургії, на якому українські компанії успішно конкурували з російськими. Попри те, що економічні причини існували й раніше, російський уряд не поспішав здійснювати різких дій, припасаючи їх як засіб політичного тиску, і почав підняття цін тільки після зміни зовнішньополітичного курсу України у напрямку Заходу.
Українське керівництво до останнього моменту не було готове платити більше і Газпром, посилаючись на 4 параграф договору про постачання газу, за яким ціни на газ визначаються щорічно, у ніч на 1 січня 2006 зупинив постачання. З боку Газпрому пролунали звинувачення, що Україна «приступила до несанкціонованого відбору газу», призначеного європейським споживачам. Представники українського Нафтогазу звинувачення відкинули.
4 січня обом сторонам вдалося підписати договір, за яким закінчувалася практика бартерної торгівлі (транзит за газ в обмін на постачання газу) і в результаті якого ці дві речі стали розглядатися окремо. Щодо ціни, то вона стала тимчасово складати $95 за 1000 м³, що стало можливим завдяки змішуванню російського газу за ціною у $230 і туркменського за ціною у $44.
Російська офіційна пропаганда висловила здивування засудженням дій Газпрому в Європі, особливо на тлі колишніх вимог ЄС усунути неринкові відносини на пострадянському просторі.

## Суспільна реакція
Політичний тиск Росії на Україну під час газового конфлікту спричинив появу громадської кампанії з бойкоту російських товарів в Україні. У грудні 2005 року невідомі активісти в Кропивницькому поширили листівки із закликами не купувати російські товари. Після цього ідею підхопили різні громадські та політичні середовища в Україні, які набули широкого розголосу та підтримки.